# Carmen von Samson-Himmelstjerna
Carmen von Samson-Himmelstjerna (Pseudonym: 
Sylveline Schönwald, * 25. August 1963 in Limburg an der Lahn) ist eine deutsche Literaturwissenschaftlerin, Übersetzerin und Schriftstellerin.

## Leben
Carmen von Samson-Himmelstjerna wuchs zweisprachig auf, u. a. in Indien und den USA. Ihr Abitur legte sie in Washington, D.C. ab. Anschließend studierte sie Germanistik und Geschichte an der Universität Bonn sowie ab 1985 Germanistik und Mediävistik in Berlin. Sie war wissenschaftliche Mitarbeiterin an der Freien Universität mit dem Forschungsschwerpunkt deutsche Predigt im Mittelalter. 1999 promovierte sie mit einer Arbeit über Pilger im Mittelalter zum „Doktor der Philosophie“.
Carmen von Samson-Himmelstjerna arbeitet seit 1987 als Dolmetscherin und Übersetzerin. 1992 legte sie die Prüfung als Wirtschaftsdolmetscherin vor der Berliner Industrie- und Handelskammer ab. Seit 1993 ist sie vereidigte Gerichts-Dolmetscherin und seit 1994 Leiterin eines eigenen Übersetzungs-Büros in Berlin. Sie übersetzte zahlreiche belletristische Werke sowie Sachbücher aus dem Englischen und verfasste neben ihrer beruflichen Tätigkeit einen Roman. Sie lebt in Berlin und Büecke.

## Werke
- als Autorin
  - Eine Invasion von Frauen. Fischer-Taschenbuchverlag, Frankfurt/M. 2000, ISBN 3-596-22399-7.
  - Deutsche Pilger des Mittelalters im Spiegel ihrer Berichte und der mittelhochdeutschen erzählenden Dichtung. Duncker & Humblot, Berlin 2004, ISBN 3-428-11556-2 (Zugl. Dissertation, FUB 2000).

- als Herausgeberin
  - Verband der Baltischen Ritterschaften 1949–1999. Starcke Verlag, Limburg 1999, ISBN 3-7980-0539-7,

- als Übersetzerin
  - Hiag Akmakjian: Gedanken eines Supermodels nach dem dritten Glas Wodka. Droemer Knaur, München 1999, ISBN 3-426-61268-2 (unter dem Pseudonym „Sylveline Schönwald“).
  - Nathan Aviezer: Am Anfang. Schöpfungsgeschichte und Wissenschaft. Edition Orgler, Frankfurt/M. 2000, ISBN 3-934234-60-7.
  - Jennifer Belle: Hilfe, ich falle. Roman. Heyne, München 1997, ISBN 3-453-14704-9 (unter dem Pseudonym „Sylveline Schönwald“).
  - Stanley Bing: Was hätte Machiavelli getan? Bosheiten für Manager. Econ, München 2002, ISBN 3-430-11482-9.
  - Adam Bowett: Schiff versenkt und Land verschenkt. Irrtümer der Weltgeschichte. Eichborn, Frankfurt/M. 1994, ISBN 3-8218-3660-1.
  - Kenneth Branagh: Mythos Frankenstein. Die offizielle Dokumentation zu Mary Shelley's „Frankenstein“. Econ, Düsseldorf 1994, ISBN 3-612-27158-X.
  - Sally Chapman: Surfen mit dem Mörder. Thriller. Econ, Düsseldorf 1997, ISBN 3-612-27333-7.
  - Carole Nelson Douglas: Eine Katze im Diamantenfieber. Ein Katzenkrimi. Econ, München 1998, ISBN 3-612-27372-8.
  - Carole Nelson Douglas: Katzenaugen lügen nicht. Roman. Econ, München 1998, ISBN 3-612-27552-6 (unter dem Pseudonym „Sylveline Schönwald“).
  - Carola Dunn: Miss Daisy und der Mord im Flying Scotsman. Roman. Aufbau-Taschenbuchverlag, Berlin 2000, ISBN 3-7466-1496-1.
  - Carola Dunn: Miss Daisy und der Tod im Wintergarten. Roman. Aufbau-Taschenbuchverlag, Berlin 2004, ISBN 3-7466-1776-6.
  - Carola Dunn: Miss Daisy und der Tote auf dem Eis. Roman. Aufbau-Taschenbuchverlag, Berlin 1997, ISBN 3-7466-1493-7.
  - Carola Dunn: Miss Daisy und der Tote auf dem Wasser. Roman. Aufbau-Taschenbuchverlag, Berlin 2004, ISBN 3-7466-1775-8.
  - Carola Dunn: Miss Daisy und die Entführung der Millionärin Roman. Aufbau-Taschenbuchverlag, Berlin, 2004, ISBN 3-7466-1772-3.
  - Carola Dunn: Miss Daisy und die tote Sopranistin. Roman. Aufbau-Taschenbuchverlag, Berlin 2004, ISBN 3-7466-1774-X.
  - Leonore Fleischer: Mary Shelley's Frankenstein. Roman nach dem Drehbuch von Steph Lady und Frank Darabond. Econ, Düsseldorf 1995, ISBN 3-612-27157-1 (unter dem Pseudonym „Sylveline Schönwald“).
  - Valerie Frankel: Fit in den Tod. Ein Wanda-Mallory-Krimi. Econ, Düsseldorf 1996, ISBN 3-612-27650-6.
  - Valerie Frankel: Mord zur besten Sendezeit. Ein Wanda-Mallory-Krimi. Econ, Düsseldorf 1996, ISBN 3-612-25111-2.
  - Valerie Frankel: Und jede Nacht ist Halloween. Kriminalroman. Econ & List, München 1999, ISBN 3-612-25272-0.
  - Jane Haddam: Ein mörderisches Osterwunder. Econ, Düsseldorf 1995, ISBN 3-612-25068-X.
  - Thomas Keneally: Eine Stadt am Fluß. Goldmann, München 1997, ISBN 3-442-43416-5 (unter dem Pseudonym „Sylveline Schönwald“).
  - Kathy Lette: Bonga Bonga oder Wo geht's denn hier nach Hollywood. Roman. Econ, Düsseldorf 1994, ISBN 3-612-27076-1 (unter dem Pseudonym „Sylveline Schönwald“).
  - York Membery: Pierce Brosnan, der smarte Verführer. Von Remington Steele bis Bond 007. Henschel, Berlin 1997, ISBN 3-89487-284-5. (übersetzt zusammen mit Gisela Klemt)
  - Crysse Morrison: Sommer der Erinnerung. Roman. Ullstein, München 2003, ISBN 3-548-25539-6.
  - Fayrene Preston: Nur für dich, Only you. Der Roman zum Film. Econ, Düsseldorf 1994, ISBN 3-612-27182-2 (unter dem Pseudonym „Sylveline Schönwald“).
  - Nancy Taylor Rosenberg: California angel. Roman. Heyne, München 1998, ISBN 3-453-13747-7 (unter dem Pseudonym „Sylveline Schönwald“).
  - Steven Shafarman: Die Feldenkrais-Schule. Gesundheit und Wohlbefinden durch bewußte Bewegung. Heyne, München 2005, ISBN 3-453-14069-9 (unter dem Pseudonym „Sylveline Schönwald“).
  - Nicky Singer: Verplantes Glück. Roman. Econ, Düsseldorf 1995, ISBN 3-612-27204-7.
  - Joanna Torrey: Hungry. Atemlose Geschichten. Droemer Knaur, München 2000, ISBN 3-426-61379-4.